# Dmitrij Matrin
Dmitrij Pavlovič Matrin (in russo Дмитрий Павлович Матрин?; trasl. angl. Dmitri Pavlovich Matrin; Mosca, 1891 – 1958) è stato un calciatore russo, di ruolo portiere.

## Carriera

### Club
Ha cominciato la sua carriera nel Shiryayevo Pole Mosca per poi passare all'Union, sempre a Mosca.

### Nazionale
Esordì in nazionale nella partita amichevole contro l'Ungheria, subendo ben 12 gol. Al suo secondo incontro (un'amichevole con la Svezia) fu protagonista di un episodio curioso: subì un infortunio al 75'; non essendo possibili sostituzioni fu sostituito in porta da Aleksej Karakosov, che subì due gol.
Ha totalizzato tre presenze in nazionale subendo 15 reti.

## Statistiche

### Cronologia presenze e reti in Nazionale
| Cronologia completa delle presenze e delle reti in nazionale ― Russia | Cronologia completa delle presenze e delle reti in nazionale ― Russia | Cronologia completa delle presenze e delle reti in nazionale ― Russia | Cronologia completa delle presenze e delle reti in nazionale ― Russia | Cronologia completa delle presenze e delle reti in nazionale ― Russia | Cronologia completa delle presenze e delle reti in nazionale ― Russia | Cronologia completa delle presenze e delle reti in nazionale ― Russia | Cronologia completa delle presenze e delle reti in nazionale ― Russia |
| Data                                                                  | Città                                                                 | In casa                                                               | Risultato                                                             | Ospiti                                                                | Competizione                                                          | Reti                                                                  | Note                                                                  |
| --------------------------------------------------------------------- | --------------------------------------------------------------------- | --------------------------------------------------------------------- | --------------------------------------------------------------------- | --------------------------------------------------------------------- | --------------------------------------------------------------------- | --------------------------------------------------------------------- | --------------------------------------------------------------------- |
| 14-7-1912                                                             | Mosca                                                                 | Russia                                                                | 0 – 12                                                                | Ungheria                                                              | Amichevole                                                            | -12                                                                   |                                                                       |
| 4-5-1913                                                              | Mosca                                                                 | Russia                                                                | 1 – 4                                                                 | Svezia                                                                | Amichevole                                                            | -2                                                                    |                                                                       |
| 14-9-1913                                                             | Mosca                                                                 | Russia                                                                | 1 – 1                                                                 | Norvegia                                                              | Amichevole                                                            | -1                                                                    |                                                                       |
| Totale                                                                |                                                                       | Presenze                                                              | 3                                                                     |                                                                       | Reti                                                                  | -15                                                                   |                                                                       |